# گره‌های بوشار
گره‌های بوشار (فرانسوی: nœuds de Bouchard‎) کیست‌های ژلاتینی یا استخوانی در مفصل‌های میان‌بندانگشتی دست هستند که بیشتر در انگشتان دست و پای مبتلایان به آرتروز دیده می‌شوند و ممکن است باعث بروز خارهای کلسیفیه در غضروف آن مفاصل گردند. گاهی این گره‌ها در مبتلایان روماتیسم مفصلی هم دیده می‌شود (به‌سبب رسوب آنتی‌بادی‌های تشکیل‌شده علیه پوشینه مفصلی)، اما احتمالش بسیار کمتر از آرتروز معمولی است.
گره‌های بوشار از نظر ظاهری با گره‌های هبردن قابل مقایسه هستند، که توده‌های غضروفی-استخوانی مشابهی در مفاصل بین مفصل‌های میان‌بندانگشتی انتهایی هستند، اما شیوع‌شان به مراتب کمتر است.
گره‌های بوشار نام خود را از آسیب‌شناس فرانسوی شارل ژاک بوشار (۱۸۳۷–۱۹۱۵) می‌گیرند که نخستین بار آنها را توصیف نمود.